# Metroid Prime 3: Corruption
Metroid Prime 3: Corruption (メトロイドプライム3 コラプション?, Metoroido Puraimu 3: Korapushon) è il primo gioco della saga Metroid per Wii e il terzo capitolo della serie Metroid Prime (senza contare i due spin-off) oltre al decimo gioco della serie Metroid. La storia è ambientata subito dopo gli avvenimenti di Metroid Prime 2: Echoes e prima di Metroid II: Return of Samus. È stato distribuito negli Stati Uniti il 27 agosto 2007 e il 26 ottobre 2007 in Europa.

## Trama
Sei mesi dopo la missione su Aether, Samus Aran viene contattata dall'Ammiraglio Dane, un ufficiale della Federazione Galattica, capitano della nave spaziale G.F.S. Olympus con un passato simile a quello della cacciatrice (entrambi rimasti orfani per un attacco dei Pirati Spaziali), per un briefing, dove incontrerà altri tre cacciatori di taglie: Rundas, Ghor e Gandrayda. Durante il briefing, l'Ammiraglio Dane spiegherà ai cacciatori dell'esistenza di super computer organici usati dalla Federazione, detti Unità Aurora, che hanno la forma di un cervello umano ma di dimensione decisamente più grande.
Dirà loro che tutte le UA, con l'eccezione della numero 313 che è stata rubata dai Pirati e della 242, a bordo della G.F.S. Olympus, sono state contaminate da un virus, ed è necessario somministrare un antidoto. Improvvisamente, la G.F.S. Olympus e Norion, il pianeta attorno al quale orbitava la nave, vengono attaccate dai Pirati, che hanno disattivato i sistemi difensivi del pianeta, proprio prima che un meteorite apparisse dal nulla in rotta di collisione verso Norion. Il compito dei cacciatori è quello di riattivare i generatori e riattivare i sistemi di difesa prima dell'impatto.
Poco prima di riattivarli, arriva Samus Oscura, sopravvissuta alla sua sconfitta su Aether e ora al comando dei Pirati, che con un attacco basato sul Phazon stordisce i cacciatori presenti facendoli cadere in coma, ma Samus riesce a riattivare i sistemi di difesa poco prima di svenire, sventando la minaccia.
Al suo risveglio dal coma, avvenuto un mese dopo, Samus scopre che quel meteorite è un Leviatano, cioè un seme per il Phazon come quelli che si sono schiantati su Tallon IV e Aether. Altri 2 Leaviatani si sono schiantati su altrettanti pianeti: Bryyo ed Elysia.
Inoltre, grazie all'attacco di Samus Oscura, i cacciatori sono stati contaminati dal Phazon ma non sono in stato di pericolo. Ora hanno però la capacità di generare Phazon spontaneamente; questo ha portato la Federazione ad equipaggiarli con il Dispositivo di Potenziamento al Phazon, un accessorio che permette di sfruttare l'energia del Phazon per potenziare i sistemi offensivi e difensivi della tuta, già equipaggiamento di alcuni soldati, ed entrare in uno stato di Iperfase.
Gli altri cacciatori si sono rimessi due settimane prima di Samus e inviati sui pianeti ad indagare, ma da una settimana non hanno dato più notizie. In seguito, Samus trova Rundas su Bryyo, Ghor su Elysia e Gandrayda nel Pianeta dei Pirati Spaziali, scoprendo che dopo la contaminazione, non sono più in grado di controllarsi e sono diventati degli alleati di Samus Oscura, costringendo Samus a ucciderli, mentre Samus Oscura assorbe i loro resti. All'interno dei Leviatani dei vari pianeti, Samus sconfigge i guardiani, tra cui un Ridley potenziato dal Phazon, Ridley Omega, ma nel processo il livello di Phazon nel suo corpo aumenta, dal 10% iniziale al 25% dopo la distruzione del Seme di Bryyo, al 50% dopo la distruzione del seme di Elysia fino al 75% dopo la sconfitta di Ridley Omega, rendendola pian piano sempre più contaminata dal Phazon. Rubando una Nave-Leviatano, Samus apre un passaggio per Phaaze, il pianeta dal quale hanno origine il Phazon e tutti i Leviatani, e dove Samus Oscura passò i mesi ad assorbire il Phazon e riformarsi. Tuttavia, la superficie del pianeta, che è fatto completamente di Phazon, mette Samus in condizioni critiche, con la contaminazione da Phazon a livelli così alti che la sua navetta non la può più nemmeno riconoscere. Nonostante il rischio di soccombere alla contaminazione totale, Samus riesce a resistere, affronta Samus Oscura e la sconfigge definitivamente nonostante si sia fusa con l'Unità Aurora 313. La sua sconfitta causa l'autodistruzione del pianeta Phaaze e tutto il Phazon nell'universo scompare, mentre Samus, ormai sopravvissuta e libera dalla contaminazione, annuncia il successo della missione.     
Se si completa il gioco al 75%, si vedrà un video nel quale si vede Samus che si riposa finalmente senza tuta nel pianeta Elysia, riflettendo sui suoi compagni cacciatori che lei stessa aveva dovuto uccidere, per poi rientrare nella sua navetta e andare nello spazio; ma è a quel punto (quest'ultima scena si sblocca con il completamento al 100%) che si vede una navetta verde sospetta, guidata da Sylux (un cacciatore di taglie da lei affrontato durante gli eventi di Metroid Prime: Hunters), che la segue. Tempo dopo gli eventi del gioco, Samus viene poi inviata sul pianeta natale dei Metroid, SR-388 (Metroid II: Return of Samus)

## Modalità di gioco

Samus Aran nella tuta di Metroid Prime 3: Corruption

Come i primi due capitoli per Nintendo GameCube, Metroid Prime 3 mantiene l'assetto esplorativo predominante rispetto ai combattimenti, grazie a svariate armi e potenziamenti necessari per raggiungere punti precedentemente irraggiungibili.
Come negli episodi per Game Boy Advance e a differenza dei giochi per GameCube i raggi non sono più selezionabili ma le proprietà sono cumulative, quindi non è più necessario passare da un raggio all'altro per battere più facilmente i nemici, anche se questo viene sostituito dall'uso dell'Iperfase.
I potenziamenti questa volta sono strutturati in modo atipico: la tuta non ha molte modifiche, escludendo il DPP e uno scudo ambientale, così come sono assenti le gigabombe e le combinazioni raggio/missile. Dall'altra parte abbiamo una serie di aggiornamenti al raggio gancio che rendono il gioco meno ricco di accessori nonostante esistano comunque molti oggetti da raccogliere, inoltre è possibile l'utilizzo attivo della navetta, con i suoi accessori, per attaccare e risolvere enigmi oltre che per spostarsi da un pianeta all'altro.
Per quanto riguarda l'utilizzo del controller, la levetta per muoversi e il puntamento per sparare sono solo le basi; il nunchuk serve per utilizzare il raggio gancio mimando l'esatto movimento e vari movimenti del controller per attivare determinati interruttori. Tenendo premuto il pulsante '-' e muovendo il puntatore in determinate zone dello schermo si seleziona il visore desiderato, una leggera pressione (o puntare la zona centrale) riattiverà il Visore Combat tornando facilmente in attacco. Torna il visore a Raggi X di Metroid Prime e un nuovo visore chiamato Visore Comando permette di comandare la navetta ed impartire gli ordini a distanza.
Non mancano le espansioni, abbinate alla raccolta di gettoni ottenuti eseguendo determinate operazioni come scansionare forme di vita, leggere le iscrizioni (4 serie da 12, ognuna che racconta una storia) o battere i boss. Inoltre alcuni bonus speciali (es. abbattere 3 robot di fila in morfosfera) regalano dei tagliandi amico, che regalati agli amici potranno essere convertiti in gettoni amico che insieme agli altri permettono l'acquisto di extra come il nostro Mii nella navetta o gli artwork.

### Iperfase
Grazie alla nuova Tuta DPP che sfrutta il Phazon nel suo corpo, Samus è in grado di entrare in uno stato di potenziamento chiamato Iperfase. Per entrare in Iperfase, bisogna utilizzare un intero serbatoio d'energia. In compenso, Samus diventa estremamente potente e usa il Phazon nel suo corpo come arma sotto forma dell'Iper Raggio. Una volta in questo stato compare una barra d'energia diversa dal solito, che sta ad indicare la quantità di Phazon rimasto. Quando la barra è a zero, si esce dall'Iperfase, ma dopo venticinque secondi, un sistema di sicurezza la disattiva automaticamente. Se rimane per troppo tempo in Iperfase o viene colpita da una granata di Phazon lanciata da un Pirata Spaziale, entrerà in Iperfase corrotta a causa di un sovraccarico di Phazon che non permette di uscire dall'Iperfase e la costringe ad espellere il Phazon in eccesso finché non esce dall'Iperfase, altrimenti cederà alla contaminazione da Phazon, risultando nella Contaminazione Totale e in un Game Over.

## Cacciatori di Taglie
- Samus Aran

Rundas.

Gandrayda.

Samus è il personaggio controllato dal giocatore. Insieme a Ghor, Gandrayda e Rundas, viene convocata dall'Ammiraglio Dane della Federazione Galattica per fermare la corruzione delle Unità Aurora, corrotte dal Phazon. Quando i Pirati Spaziali attaccano la nave della Federazione Olympus, Samus difende in tutti i modi la nave combattendo contro di essi. Dopodiché, come tutti gli altri cacciatori di taglie, si dirige su Norion per aiutare i soldati della Federazione, proteggere la base ed eventualmente riparare il Generatore A. 
- Rundas

Rundas è un cacciatore di taglie, nato su Phrygis, una luna del pianeta Bes III, noto soprattutto per le miniere di ghiaccio. I Phrygisiani sono in grado di manipolare e creare il ghiaccio, ma Rundas è il primo a sfruttare queste abilità come cacciatore di taglie. Viene ucciso da Samus sul pianeta Bryyo, dopo essere stato corrotto dal potere del Phazon, quattro settimane dopo gli eventi di Norion.
Si diverte a cacciare così tanto che colleziona trofei di ogni bersaglio che ha catturato o ucciso nella sua carriera. Inoltre è orgoglioso, arrogante e crede che nessun altro cacciatore di taglie possa fermarlo. La sua arroganza lo porta a lavorare da solo e raramente in compagnia.
Rundas, insieme a Ghor, Gandrayda e Samus Aran, viene convocato dall'Ammiraglio Dane della Federazione Galattica per fermare la corruzione delle Unità Aurora, corrotte dal Phazon. Quando i Pirati Spaziali attaccano la nave della Federazione Olympus, Rundas difende in tutti i modi la nave combattendo contro di essi. Dopodiché si dirige su Norion per aiutare i soldati della Federazione, proteggere la base ed eventualmente riparare il Generatore B.
In seguito Rundas salva Samus dalla morte quando sta precipitando nel condotto del Generatore C, profondo oltre 16.000 metri. Quando sta per raggiungere il fondo del condotto insieme a Meta Ridley, Rundas prontamente la salva, lasciando cadere Ridley verso una morte apparente. Dopodiché si dirige alla Torre di Controllo dandosi appuntamento con Samus insieme agli altri cacciatori. Una volta che i Cacciatori raggiungono la torre e si decidono ad attivare il cannone per distruggere il leviatano, Samus Oscura compare e rilascia un'onda al Phazon (iperaggio) che contamina tutti quanti, facendoli cadere in un coma.
Due settimane dopo, Rundas riprende conoscenza. A causa della contaminazione, il suo corpo è in grado di produrre Phazon senza effetti negativi. La Federazione gli fornisce una tuta DPP e lo spedisce sul pianeta Bryyo per distruggere il Leviatano su quel pianeta. Tuttavia, non è in grado di controllare correttamente il Phazon nel suo corpo e viene corrotto da esso.
Due settimane dopo, Samus prende di nuovo conoscenza e visita Bryyo per scoprire cosa è accaduto a Rundas. Sul pianeta vede diverse creature congelate vive e passaggi bloccati da blocchi di ghiaccio. A un certo punto incontra i Pirati Spaziali ma prima che riesca a sconfiggerli, Rundas sbuca dal nulla uccidendoli tutti e comincia a combattere contro Samus. La cacciatrice di taglie elimina il cacciatore una volta suo alleato, ottenendo da lui il potenziamento Missile Gelo.
- Gandrayda

Gandrayda è una Cacciatrice di Taglie nata su un pianeta ignoto. In ogni caso, possiede abilità metamorfiche simili a quelle degli abitanti di Jovia XII. Può assumere la forma e le abilità di qualsiasi essere vivente, incluse le creature più grandi di lei. La sua età è sconosciuta, ma un calcolo approssimativo indica che è ancora giovane. Considera la caccia di taglie un'attività molto divertente e vede in Samus la sua rivale principale. Desidera sorpassare Samus più di ogni altra cosa. Possiede delle potenti doti combattive ed è molto richiesta per le missioni di spionaggio, molto facili per lei grazie alla sua abilità di trasformarsi in altre creature.
Gandrayda, insieme a Ghor, Rundas e Samus Aran, viene convocata dall'Ammiraglio Dane della Federazione Galattica per fermare la corruzione delle Unità Aurora, corrotte dal Phazon. Quando i Pirati Spaziali attaccano la nave della Federazione Olympus, Gandrayda difende in tutti i modi la nave combattendo contro di essi. Dopodiché si dirige su Norion per aiutare i soldati della Federazione, proteggere la base ed eventualmente riparare il Generatore C.
Quando Samus arriva al Generatore C, trova dei Pirati Spaziali ad attenderla. Un momento prima di iniziare a combattere, uno di loro inizia a uccidere i suoi compagni. Una volta eliminati tutti, si scopre che il pirata è in realtà Gandrayda trasformata. Dopodiché lascia a Samus il compito di riattivare il generatore, mentre lei si dirige alla Torre di Controllo. Una volta che i Cacciatori raggiungono la torre e si decidono ad attivare il cannone per distruggere il leviatano, Samus Oscura compare e rilascia un'onda al Phazon (iperaggio) che contamina tutti quanti, facendoli cadere in un coma.
Due settimane dopo, Gandrayda riprende conoscenza. A causa della contaminazione, il suo corpo è in grado di produrre Phazon senza effetti negativi. La Federazione le fornisce una tuta DPP e le chiede di cercare il luogo da cui provengono i Pirati Spaziali. Purtroppo, non è in grado di controllare il Phazon nel suo corpo correttamente e viene corrotta da esso.
Due settimane dopo, Samus prende di nuovo conoscenza. La Federazione ha scoperto la base dei suoi nemici, il Pianeta dei Pirati, ma da Gandrayda come dispersa. Samus quindi viene spedita sul pianeta per trovare la cacciatrice ma viene messa in guardia dall'Unità Aurora. Una volta sul pianeta, riceve una chiamata di soccorso da parte di un Marine della Federazione. Samus si reca dal soldato che le chiede di aiutarlo ad azionare un ascensore. Una volta saliti sull'ascensore e arrivati in cima, il soldato punta l'arma contro di lei e si scopre in realtà essere Gandrayda trasformata. Samus affronta in battaglia la sua rivale che assume la forma di varie creature, compresi i suoi compagni Rundas, Ghor e Samus stessa. Samus riesce a sconfiggerla in ogni caso, e prima di morire Gandrayda assume la forma di una Samus supplicante. Una volta sconfitta, Samus si potenzierà con L'Aggancio Energetico.
- Ghor

Ghor, insieme a Gandrayda, Rundas e Samus Aran, viene convocato dall'Ammiraglio Dane della Federazione Galattica per fermare la corruzione delle Unità Aurora, corrotte dal Phazon. Quando i Pirati Spaziali attaccano la nave della Federazione Olympus, Ghor difende in tutti i modi la nave combattendo contro di essi. Dopodiché si dirige su Norion per aiutare i soldati della Federazione, proteggere la base ed eventualmente uccidere i nemici e boss che cercano di intralciare la strada agli altri cacciatori di taglie.
Ghor fu veterano della guerra per la liberazione di Wotan VII. Dopo la guerra, Ghor aveva solo il 6% del suo corpo rimasto intatto. Per rimediare a questo indossa un'armatura da combattimento (armorsuit) che gli permette di sparare Raggi Plasma oltre a donargli una super forza. Può unirsi a tutti i tipi di macchine e in base al tipo con cui si è unito il suo carattere cambia radicalmente. Nella sua forma normale è calmo e ha un carattere mite, mentre quando si fonde alla sua armatura diventa molto aggressivo. Una volta battuto, Samus si potenzierà con il Raggio Plasma.